# Salvatore Pica
Salvatore Pica (Napoli, 7 gennaio 1939 – Napoli, 25 aprile 2022) è stato uno scrittore e gallerista italiano, esperto di design. Dal secondo dopoguerra, fu uno dei primi operatori culturali a promuovere la cultura del design e dell'arte contemporanea nel mezzogiorno italiano.

## Biografia

### Centro Ellisse
Nel 1968 aprì il Centro Ellisse a Napoli, una città dove i negozi antiquari e i restauratori sono numerosi. In questo contesto Pica propose la manifattura italiana del design, con aziende quali Driade, Alessi e Kartell, esponendo i prodotti in un'ambientazione domestica. Seguendo questo innovativo stile di vendita, l'identità del negozio si evolse facendo di Pica uno dei primi promotori e rivenditori di arte contemporanea a Napoli. Insieme con la Modern Art Agency dell'amico Lucio Amelio.

### Lavoro come operatore culturale
Il Centro Ellisse fu partner e sponsor dell'Accademia di belle arti di Napoli, producendo concorsi e mostre aperte agli studenti. Il Centro Ellisse pubblicò libri sul design, l'arte, il teatro e l'antropologia con il progetto editoriale "Quaderni Ellisse", includendo autori come Giulio Baffi, Stefano De Stefano e fotografi di rilievo come Fabio Donato.
Con la Pica Gallery, Pica lavorò come curatore e gallerista sostenendo i giovani artisti, tra i quali Lino Fiorito, Gennaro Castellano, Adriana De Manes, Matteo Attruia, Pierre-Yves Le Duc. Inoltre ha aiutato a riscoprire artisti, da lui promossi nel passato, come Renato Barisani e Sergio Fermariello.
Insieme con lo scrittore Lucio Rufolo, Pica fu membro fondatore dell'Accademia della catastrofe, un movimento situazionista che ha animato trasversalmente la cultura popolare e quella alta di Napoli.
Pica fu autore di saggi antropologici in stile autobiografico ed etnografico. Scrisse sull'antropologia della metropoli in diversi volumi pubblicati da editori storici come Dante & Descartes e Colonnese.

### Morte
Pica è morto nel 2022 per complicazioni da Covid-19.

## Opere
- La notte è dura ma non ci fa paura (1990, Colonnese)
- La donna napoletana (1991, Colonnese)
- Il Maschio Napoletano (1996, Dante & Descartes)
- Tipi da baretto (1997, Dante & Descartes)
- Vissi d'Arte: Quarant’anni sui marciapiedi dell’arte 1968 - 2008 (2008, Profeta/Imprint)
- La Rabbia Esaudita (2012, Enzo Albano)
- I napoletani (2014, Enzo Albano)